# 주례
《주례》(周禮)는 유가가 중시하는 경서이자 13경의 하나로 《의례》, 《예기》와 함께 삼례(三禮)의 하나이다.
주나라의 이상적인 제도에 대해 주공 단이 저작한 것으로 여겨지지만 실제로는 그 이후인 시대인 전국시대 이후에 성립된 것으로 볼 수 있다. 주나라 시대의 관제에 대해 매우 자세히 기술되어 있지만 확실하게 신뢰할 수는 없다. 실제로 금문과는 어긋나는 점이 보이고 있다.
신의 왕망은 전한으로부터 황위를 찬탈한 후에 주례에 입각한 이상 국가를 세우고자 하였으나 실패하였다. 왕망 외에 왕안석도 이 서적을 자신의 사상의 근거로 사용하여 큰 정치적 개혁을 실시할 때에 자주 구실로 삼았다. 
현재 두루 쓰이는 현존하는 주례는 후한의 정현, 당나라의 가공언이 주석을 단 판본만이 전해지고 있다.

## 육관
관직을 천관(天官)·지관(地官)·춘관(春官)·하관(夏官)·추관(秋官)·동관(冬官)의 육관으로 나누어 합계 360개의 관직에 대해 설명하고 있다. 각각의 관에 대해 1편을 이루어 본래는 전 6편으로 구성되지만 동관편은 이후 소실되어 대신에 《고공기》(考工記)로 보충하고 있다.
- 천관 - 치(국정)를 소관. 장관은 총재(冢宰)
- 지관 - 교(교육)를 소관. 장관은 사도(司徒)
- 춘관 - 예(예법·제전)를 소관. 장관은 종백(宗伯)
- 하관 - 병(군정)을 소관. 장관은 사마(司馬)
- 추관 - 형(소송·형벌)을 소관. 장관은 사구(司寇)
- 동관 - 사(토목공작)를 소관. 장관은 사공(司空)